# Parco Rio Vallone
Il Rio Vallone è stato un parco locale ad interesse sovracomunale che ha ricompreso i Comuni di Aicurzio, Basiano, Bellusco, Busnago, Cavenago di Brianza, Masate, Mezzago, Ornago, Roncello, Sulbiate e Verderio. Istituito con DGR n. 5/21784 del 23/04/1992 nei comuni di Basiano, Bellusco, Cavenago di Brianza, Masate, Ornago e successivamente ampliato, il parco comprendeva anche i comuni di Cambiago e di Gessate, usciti rispettivamente nel 2016 e nel 2014. Dal giugno 2017 il Parco Rio Vallone si è fuso con il Parco del Molgora dando vita al Parco Agricolo Nord Est, anch'esso parco locale ad interesse sovracomunale.
Il parco interessava il territorio delle province di Monza e Brianza, Lecco e della città metropolitana di Milano, occupando una superficie complessiva di 1494 ettari, lungo il torrente Vallone e formando un polmone verde in un territorio fortemente urbanizzato.
Nel territorio del parco del Rio Vallone sono presenti flora e fauna tipica della Pianura Lombarda.